# Knud Hjortø
Knud Anders Hjortø, född den 4 januari 1869, död den 25 november 1931, var en dansk diktare, far till motståndsmannen Keld Hjortø.

## Biografi
Hjortø blev student 1891, och verkade många år som lärare i landsorten men ägnade sig från 1912 helt åt sitt författarskap. Hjortøs talrika romaner och berättelser har oftast den danska landsbyn som miljö. De kännetecknas av ingående psykologisk analys och stark antitetisk problemställning mellan stads- och lantbor, mellan fantasteri och verklighetssinne, mellan manligt och kvinnligt gemyt, mellan självslivets medvetna och omedvetna element. Hjortøs främsta arbeten är To Verdener (1905), Hans Raaskov (1906), Grøn Ungdom og graa Sjæle (1911), Foraarsskyer (1912), Tvelys (1917), Spotske Jomfruer (1918), Faust (1921) och Hans Heilums Nat (1924). Om hans intresse för språkliga frågor vittnar Fra Ordenes Samfund (1918) och Sprogets Luner (1927).